# Pontificale van Sinte Marie
Het Pontificale van Sinte Marie is een 15e-eeuws pontificale uit de Noordelijke Nederlanden uit het voormalige kapittel van de Mariakerk in Utrecht. Het is waarschijnlijk ook gemaakt in Utrecht. De decoratie is van de hand van de Meester van Katharina van Kleef. Tegenwoordig wordt het bewaard in de Universiteitsbibliotheek Utrecht onder nummer Hs. 400.

## Omschrijving

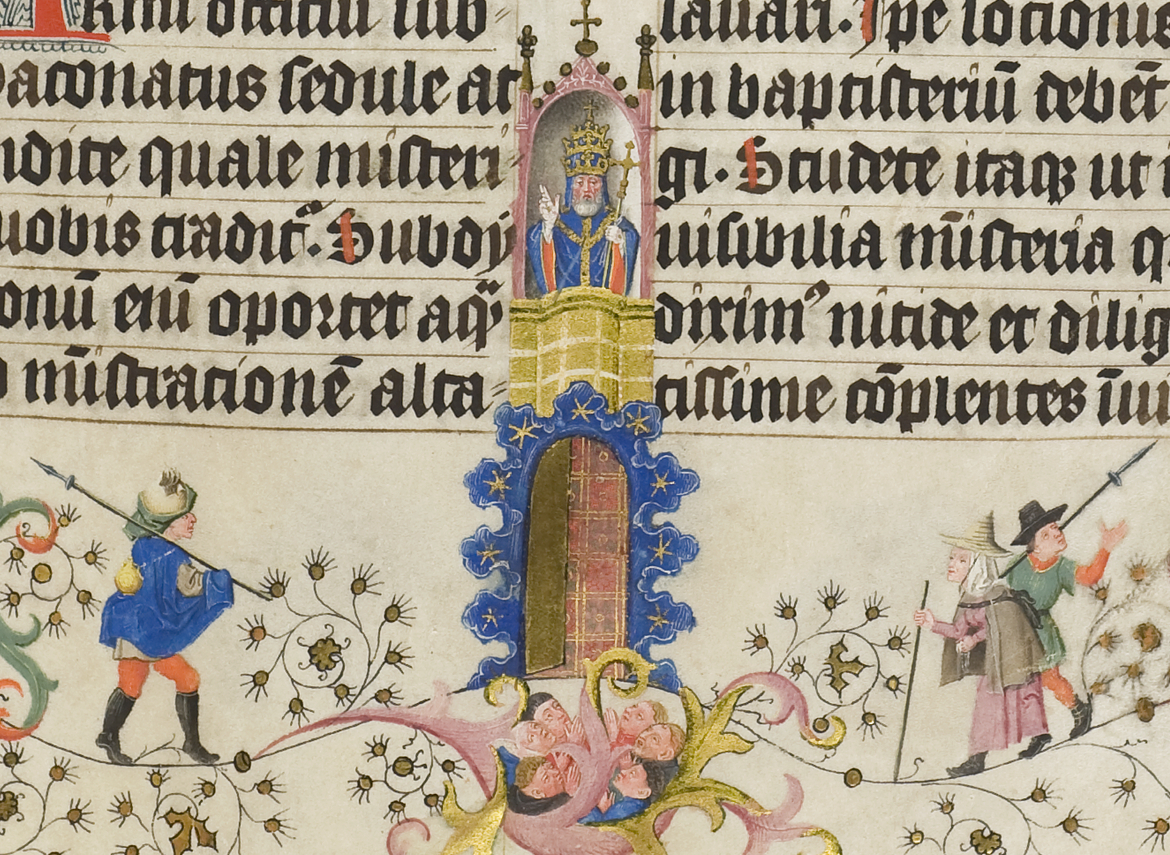
f. 16r Pelgrims en de paus (Nicolaas V?) boven een open deur

Het handschrift is geschreven in het Latijn in een gotische textualis formata in twee kolommen. Het bestaat uit 134 bladen (folia) kalfsperkament (vellum) van 38 bij 27,4 cm. Het manuscript is gebonden in houten platten bedekt met kalfsleer. De banden zijn niet origineel, maar in 1987 gerestaureerd. Waarschijnlijk is het manuscript in of rond de stad Utrecht gemaakt.
Het Pontificale wordt rond 1450 gedateerd op basis van codicologische aanwijzingen en details van het penwerk en de verluchtingsstijl. Een extra aanwijzing is een scène in de marge van folium 16 recto. De paus staat daar op een gouden balkon, boven een open deur waar pelgrims zich verzamelen. Paus Nicolaas V had1450 uitgeroepen tot bijzonder jubeljaar. Dat jaar kwamen veel pelgrims naar Rome om de heilige deur door te gaan. Waarschijnlijk is het Pontificale dus gemaakt tussen 1448, toen een afgezant van de Paus het jubeljaar in Utrecht kwam promoten, en ongeveer 1452. Na 1452 was het nauwelijks meer een actuele gebeurtenis.
De decoratie is gemaakt door de Meester van Katharina van Kleef. Het handschrift telt 15 gehistorieerde initialen, initialen met een voorstelling die hoort bij de tekst. Ook staan er 22 marginale illustraties in die een verband hebben met de tekst. Op 15 plaatsen komt andere uitgebreide margedecoratie voor. Ten slotte bevat het manuscript veel initialen met penwerk in de marge. Zeven bladen met gehistorieerde initialen missen.

## Functie
Pontificales werden gebruikt door de bisschop als hulpmiddel bij het uitvoeren van kerkdiensten. In Utrecht waren vijf kapittelkerken waar de bisschop soms de mis kwam lezen. De kapittelkerken, zoals de Mariakerk en de Janskerk, hadden dus een pontificale nodig. Bisschoppen konden ook zelf een pontificale bezitten.

## Geschiedenis

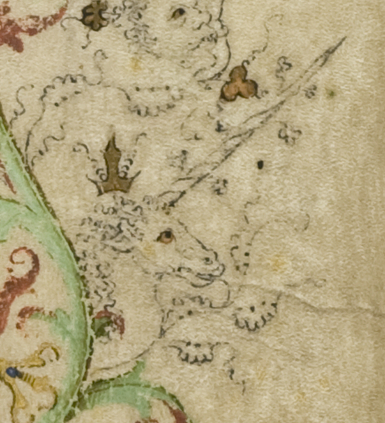
f. 1r Eenhoorn

Het Pontificale was in bezit van het kapittel van de Mariakerk in Utrecht. Op de eerste bladen staan eigendomskenmerken van deze kerk geschreven. De hand (het handschrift van de schrijver) van deze kenmerken is gedateerd in de 16e eeuw. In dezelfde hand zijn ook correcties aangebracht in het manuscript. Het Pontificale was in de 16e eeuw dus in gebruik in de Mariakerk.
Of het manuscript ook gemaakt was voor de Mariakerk is onduidelijk. Een argument voor de Mariakerk is de eenhoorn in de rechtermarge van het eerste blad. Volgens Koert van der Horst, conservator handschriften van de Universiteitsbibliotheek Utrecht tussen 1975 en 2007, zou deze eenhoorn kunnen verwijzen naar de beroemde horens van eenhoorns uit de kerkschatten van de Mariakerk. Deze horens zouden het geschenk zijn geweest van keizer Hendrik IV. Bovendien was de eenhoorn ook het symbool van Maria. De schuwe eenhoorn liet zich alleen vangen door zuivere maagden, waarvan de maagd Maria het belangrijkste voorbeeld was.

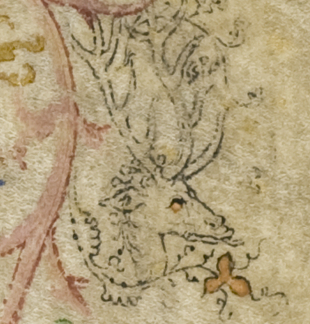
f. 1r Hert

Volgens Bart Jaski, conservator handschriften sinds 2007, is de connectie tussen de eenhoorn en de Mariakerk niet zo duidelijk. Lager op het eerste blad staat een hert, dat in de Middeleeuwen symbool staat voor Christus. In de Middeleeuwen dacht men dat het hert de vijand van de slang was, zoals Christus de vijand van de duivel is. In deze interpretatie staat de eenhoorn voor Maria en het hert voor Christus. De specifieke verwijzing naar de Mariakerk valt dan weg.
De manuscripten van de Mariakerk zijn de Reformatie en de daarbij horende beeldenstormen goed doorgekomen. Na de beeldenstorm van 1566 werden de boeken wel een aantal keer in bewaring gegeven aan kanunniken. Dat ook liturgische handschriften zoals dit pontificale zijn overgebleven is bijzonder. Deze handschriften lagen meestal in de kerk zelf omdat ze tijdens de mis gebruikt werden. Daarom verdwenen juist deze boeken vaak tijdens de beeldenstorm. Naast het Pontificale zijn ook diverse andere liturgische handschriften uit de Mariakerk bewaard, waaronder zes antiphonalen en een Liber Sequentiarum.
Na de Reformatie had de Mariakerk in 1584 geweigerd om haar collectie af te staan aan de net opgerichte Utrechtse stadbibliotheek in de Janskerk. In 1592 vroeg daarom de protestantse burgemeester Dirk Canter om de bibliotheek van de Mariakerk open te stellen voor publiek. Door die openstelling raakten boeken beschadigd. Bezoekers schreven hun naam in de handschriften, zoals gebeurde in de Zwolse Bijbel, of sneden initialen of hele bladen eruit. Ook het Pontificale mist zeven bladen.
Andere boeken van de Mariakerk werden pas in 1844 opgenomen in de collectie van de Universiteitsbibliotheek Utrecht. Maar het Pontificale staat in 1670 al in de catalogus van de stadsbibliotheek van Utrecht.

## Inhoud

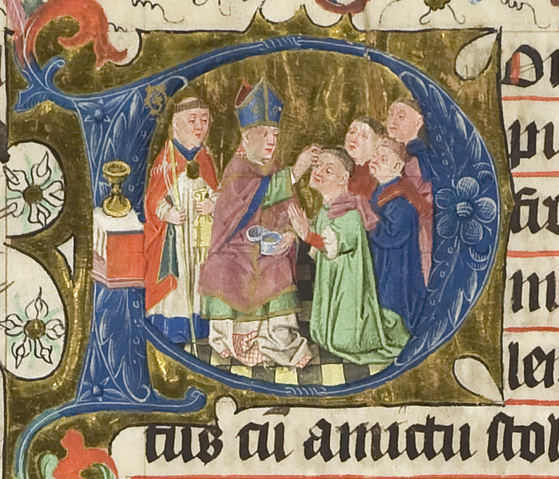
f. 10r Initiaal met bisschop die het vormsel toedient

Het handschrift bevat instructies voor kerkdiensten die door de bisschop uitgevoerd werden. Deze instructies bestaan uit teksten die de bisschop moest uitspreken en beschrijvingen van handelingen die hij moest uitvoeren. Voor verschillende situaties staan instructies in het manuscript. Voorbeelden zijn de voorbereidingen voor de mis, het toedienen van het vormsel, hogere en lagere wijdingen, de wijding van een nieuwe bisschop en de wijding van nonnen. Daarnaast staan er ook ceremoniën in voor de wijding van altaren en kerken, de zegening van kerkelijke voorwerpen en gewaden en de opheffing van de kerkban. De laatste tekst in het Pontificale bevat de benedictiones, de bisschoppelijke zegeningen.

## Decoratie

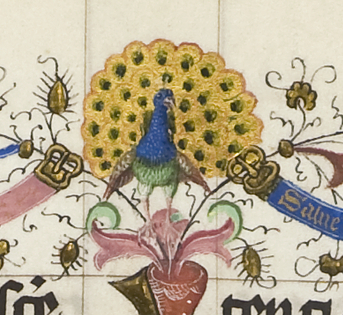
f. 99r Pauw

Het Pontificale is rijkelijk gedecoreerd door de Meester van Katharina van Kleef. De decoratie van het handschrift sluit aan bij de functie. Alle 15 gehistorieerde initialen tonen de handelingen die in de tekst beschreven worden. Zo staat op fol. 1r een bisschop die zijn handen wast in voorbereiding op de mis. Ook in de marges staat 22 keer iets afgebeeld dat duidelijk verband houdt met de tekst. Op fol. 13v, bij de consecratie van een ostarius, staan bijvoorbeeld de sleutel en altaarbel afgebeeld die aan de ostarius gegeven moeten worden.
Op 15 andere plaatsen staan afbeeldingen in de marges die op het eerste gezicht geen verband houden met de tekst. Bijvoorbeeld op fol. 17r staat een aap met een hoepel. Het is echter mogelijk dat ook deze voorstellingen iets met de tekst te maken hebben. Bart Jaski heeft bijvoorbeeld het verband tussen de pauw op fol. 99r en de tekst aangetoond. De pauw stond in de Middeleeuwen namelijk symbool voor het eeuwige leven en de herrijzenis. In het Pontificale staat de pauw boven een regel die naar de herrijzenis verwijst.
Verder staan er veel initialen met penwerk in de marges. Dit penwerk is simpel en er zijn vooralsnog bijna geen andere voorbeelden van deze stijl. Alleen in een Middelnederlands getijdenboek met Utrechtse herkomst uit ca. 1425-1450 is vergelijkbaar penwerk gevonden.
| Overzicht van verluchtingen | Overzicht van verluchtingen | Overzicht van verluchtingen |
| Folionr.                    | Type                        | Voorstelling |
| --------------------------- | --------------------------- | --- |
| 1r                          | Gehist. initiaal            | Bisschop bereidt zich voor op de mis door zijn handen te wassen                                                                                    |
| 1r                          | Marge                       | Klokkenluider luidt de kerkklokken terwijl hij op een ladder staat                                                                                 |
| 1r                          | Marge                       | Diverse dieren waaronder een eenhoorn, een hert, een vogel en een man die een boek leest                                                           |
| 10r                         | Gehist. initiaal            | Bisschop die het vormsel toedient |
| 10r                         | Marge                       | Uil die wordt aangevallen door vier vogels |
| 13r                         | Gehist. initiaal            | Wijding van een ostiarius door een bisschop |
| 13r                         | Marge                       | Twee vogels en twee bloemen |
| 13v                         | Marge                       | Sleutel en altaarbel voor een ostiarius |
| 14r                         | Gehist. initiaal            | Wijding van een exorcist door een bisschop |
| 14r                         | Marge                       | Codex en twee monniken die uit een koorboek zingen                                                                                                 |
| 14v                         | Gehist. initiaal            | Wijding van een acoliet door een bisschop |
| 14v                         | Marge                       | Imker met twee korven en bijen |
| 16r                         | Gehist. initiaal            | Wijding van een subdiaken door een bisschop |
| 16r                         | Marge                       | Pelgrims onderweg naar de paaszegening van de Paus boven een half-open deur, groene vogel                                                          |
| 16v                         | Marge                       | Miskelk |
| 17r                         | Gehist. initiaal            | Wijding van een diaken door een bisschop |
| 17r                         | Marge                       | Manipel, codex en dalmatiek. Stekelvaken, aap met hoepel, kraanvogel in nest met twee andere vliegende vogels                                      |
| 22v                         | Marge                       | Stola |
| 23r                         | Marge                       | Chrismale |
| 23v                         | Marge                       | Miskelk met hostie |
| 24r                         | Marge                       | Toediening van de hostie aan een priester |
| 25v                         | Gehist. initiaal            | Wijding van een bisschop |
| 25v                         | Marge                       | Pijl en gouden klok |
| 28v                         | Marge                       | Sandalen van een bisschop |
| 30v                         | Marge                       | Chrismale |
| 33r                         | Marge                       | Handschoenen van een bisschop |
| 33v                         | Marge                       | Bisschopsstaf |
| 34r                         | Marge                       | Evangeliarium |
| 35v                         | Marge                       | Mijter van een bisschop |
| 36r                         | Marge                       | Pallium |
| 37r                         | Gehist. initiaal            | Wijding van nonnen door een bisschop |
| 37r                         | Marge                       | Een engel die viool speelt |
| 49r                         | Marge                       | Codex en bisschopsstaf |
| 63v                         | Gehist. initiaal            | Wijding van de eerste steen van een kerk door een bisschop                                                                                         |
| 63v                         | Marge                       | Twee steenhouwers aan het werk |
| 90r                         | Gehist. initiaal            | Wijding van een kerkhof door een bisschop |
| 90r                         | Marge                       | Diverse dieren |
| 93r                         | Gehist. initiaal            | Nietigverklaring van een excommunicatie door een bisschop                                                                                          |
| 93r                         | Marge                       | Boer die een schaap scheert, ooievaar die een slang vangt                                                                                          |
| 98r                         | Gehist. initiaal            | Nietigverklaring van een excommunicatie van een kerkhof door een bisschop                                                                          |
| 98r                         | Marge                       | Vechtende hanen |
| 99r                         | Gehist. initiaal            | Wijding van liturgische kleding door een bisschop                                                                                                  |
| 99r                         | Marge                       | Pauw met twee riemen met tekst, twee wevende meisjes                                                                                               |
| 113r                        | Gehist. initiaal            | Zegening door een bisschop |
| 113r                        | Marge                       | Portretten van drie mannen, waarvan één met een bril die een oorkonde met drie zegels leest, een jongen die speelt met een vlinder aan een touwtje |